# The Adventures of Johnny Cash
The Adventures of Johnny Cash je album Johnnyja Casha, objavljen 1982. u izdanju Columbia Recordsa. "Been to Georgia on a Fast Train" i "We Must Believe in Magic" objavljene su kao singlovi bez većeg uspjeha; potonja je zauzela 84. poziciju.

## Popis pjesama
1. "I Been to Georgia on a Fast Train" (Billy Joe Shaver) – 2:34
2. "John's" (Cash) – 3:33
3. "Fair Weather Friends" (Joseph Allen, Cash) – 2:51
4. "Paradise" – 3:10
5. "We Must Believe in Magic" (Bob McDill, Allen Reynolds) – 2:28
6. "Only Love" – 3:18
7. "Good Old American Guest" (Merle Haggard) – 3:20
8. "I'll Cross Over Jordan" (Peck Chandler) – 2:47
9. "Sing a Song" (J. R. Baxter, V. O. Fossett) – 2:51
10. "Ain't Gonna Hobo No More" (Don Devaney) – 3:15

## Ljestvice
Singlovi - Billboard (Sjeverna Amerika)
| Godina | Singl                      | Ljestvica        | Pozicija |
| ------ | -------------------------- | ---------------- | -------- |
| 1983.  | "We Must Believe in Magic" | Country singlovi | 84       |